# Coarctação da aorta

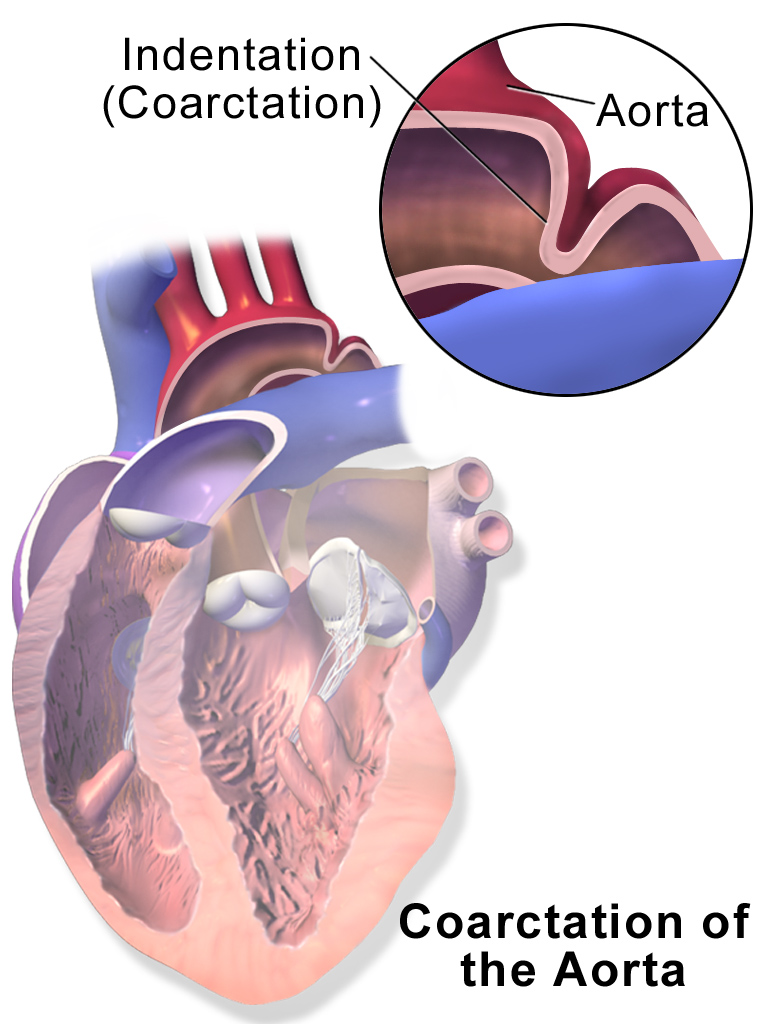
Coartação do arco da aorta (em inglês)

Coartação da aorta é uma condição médica na qual a aorta é estreita desde o nascimento, geralmente na área em que o ducto arterioso (ligamento arterioso). "Coartação" significa estreitamento. As coarctações geralmente ocorrem no arco aórtico. Outros defeitos cardíacos também podem ocorrer quando a coarctação está presente, ocorrendo tipicamente no lado esquerdo do coração. Quando um paciente tem uma coarctação, o ventrículo esquerdo tem que trabalhar mais e por isso sofre hipertrofia ventricular. 
Como a aorta está estreitada, o ventrículo esquerdo deve gerar uma pressão muito maior do que o normal, a fim de forçar o sangue suficiente através da aorta para liberar sangue para a parte inferior do corpo. Se o estreitamento for grave o suficiente, o ventrículo esquerdo pode não ser forte o suficiente para empurrar o sangue pela coarctação, resultando em falta de sangue para a metade inferior do corpo. Fisiologicamente, sua forma completa se manifesta como arco aórtico interrompido.
Pode estar associada a outros defeitos cardíacos, nomeadamente estenose aórtica, comunicação interventricular, persistência do canal arterial ou defeitos da válvula mitral. É mais comum em meninos do que em meninas.

## Classificação

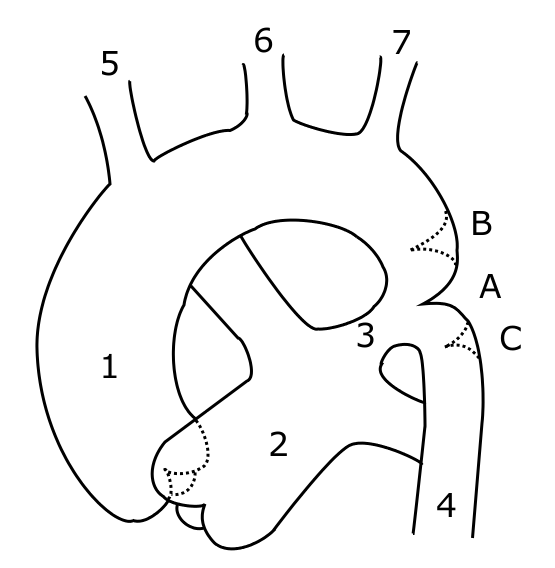
A. Ductal; B. Pré-ductal; C-Pós-ductal

Como a maioria ocorre no ducto arterioso, entre a aorta e artérias pulmonares, a coartação pode ser classificado em:
- Pré-ductal: Antes do ducto, mais grave que o usual pode causar insuficiência cardíaca na infância. Pode ser um dos sintomas na síndrome de Turner.
- Ductal: Na inserção do ducto arterioso, a maioria dos casos.
- Pós-ductal: Depois do ducto arterioso, menos grave portanto demora muitos anos para ser descoberta.

## Sinais e sintomas
A pressão elevada antes da aorta estreita dificulta a irrigação das partes inferiores, fazendo com que as artérias torácicas internas e as intercostais anteriores e posteriores - estas ramos diretos da aorta-, se anastomosem para manter a circulação nas porções inferiores do corpo.
A parte estreita aumenta o esforço que o ventrículo esquerdo tem que realizar e provoca hipertensão arterial nos braços e na cabeça e hipotensão na parte inferior do corpo.
O fluxo turbulento do sangue aumenta o risco de transtornos de coagulação com compromisso das artérias coronárias e de endocardite, uma infecção do coração.
Os sintomas podem estar ausentes com estreitamento leve. Quando estão presentes, eles podem incluem:
- Dificuldades respiratórias,
- Falta de apetite ou problemas de alimentação;
- Crescimento reduzido (em peso e altura);
- Coração aumentado de tamanho (hipertrofia ventricular);
- Tontura ou dificuldade para raciocinar;
- Desmaios ou quedas;
- Dor no peito;
- Cansaço ou fadiga anormais;
- Dores de cabeça
- Sangrado nasal;
- Dores nas pernas com exercícios, as pernas estão frequentemente frias pela irrigação insuficiente (claudicação intermitente).

## Diagnóstico
Os casos mais graves são visíveis na radiografia de tórax, no ecocardiograma e na tomografia sem contraste. A estenose pode parecer um "3" no arco da aorta. enquanto os casos mais leves só podem ser vistos com uma ressonância magnética ou uma angiografia.

## Tratamento
O tratamento é conservador enquanto a coartação for assintomática, com controles anuais, mas pode exigir ressecção cirúrgica do segmento estreito (angioplastia) quando causa hipertensão arterial. O prognóstico da cirurgia a longo prazo é melhor quando realizado antes dos cinco anos, mas alguns pacientes podem, desenvolver outro estreitamento (estenose) ou dilatação no mesmo local anterior da coarctação. Por isso um controle cardiológico anual continua sendo recomendado mesmo após a cirurgia.